# Tulpan
Pour plus de détails, voir Fiche technique et Distribution.
Tulpan (Тюльпан) est un film kazakh réalisé par Sergueï Dvortsevoï, sorti en 2008.

## Synopsis
Une yourte au fin fond des steppes du Kazakhstan. Un jeune homme aux grandes oreilles en tenue de marin évoque l'hippocampe, ce tout petit animal comme un « chameau » des mers : Asa est de retour de Sakhaline où il vient de faire son service militaire dans la marine. La yourte est celle de la belle Tulpan et de ses parents. Asa, venu avec son beau-frère Ondas et son ami Boni, va-t-il les convaincre qu'il peut faire un bon mari pour Tulpan, et ainsi fonder une famille, avec une ferme pour élever de nombreux moutons ?

## Fiche technique
- Titre : Tulpan
- Titre original : Тюльпан
- Réalisation : Sergueï Dvortsevoï
- Scénario : Sergueï Dvortsevoï, Guennadi Ostrovski (ru)
- Photographie : Jolanta Dylewska
- Montage : Isabel Meier, Petar Markovic
- Pays d'origine : Kazakhstan, Russie, Allemagne, Suisse, Pologne
- Genre : Comédie dramatique
- Durée : 100 minutes
- Dates de sortie :
  -  France : 23 mai 2008 (Festival de Cannes) ; 4 mars 2009 (sortie nationale)
  -  Belgique : 10 octobre 2008 (Festival de Gand) ; 4 mars 2009 (sortie nationale)

## Distribution
- Askhat Kuchencherekov : Asa
- Samal Yeslyamova : Samal, la sœur d'Asa
- Ondas Besikbasov : Ondas, le mari de Samal, berger
- Tolepbergen Baisakalov : Boni, l'ami d'Asa, fan de Boney M.
- Tazhyban Khalykulova : la mère de Tulpan
- Amangeldi Nurzhanbayev : le père de Tulpan

## Distinctions
- Prix Un certain regard au Festival de Cannes 2008.
- Prix de la jeunesse au Festival de Cannes 2008.
- Prix de l'Éducation nationale au Festival de Cannes 2008.
- Sutherland Trophy au Festival du film de Londres 2008
- Festival de Zurich : meilleur film
- Festival de Reykjavik : meilleur film
- Festival de Montréal : meilleur film
- Festival de Tokyo : meilleur film
- Festival de Goa : meilleur film, meilleur réalisateur
- Oscars australiens : meilleur film étranger